# Килин, Ананий Клеонович
Ананий Клеонович Килин, вариант имени Анания (1 октября 1916—2002) — старообрядческий писатель из беспоповцев, виднейший представитель духовного понимания антихриста в XX веке. 

## Биография
Происходил из старообрядческого рода, предположительно жившего на Керженце (однако анализ словаря предков Килина предполагает, что его семья происходила из Псковской губернии). В 1880-х годах предки Килина переселились в Сибирь.
Родился в ныне не существующей деревни Ерново (сейчас территория Солтонского района Алтайского края). Отец Клеоник (Клен) Спиридонович (1870—после 1950), мать Александра Стефановна. С 4 лет Ананий умел читать Псалтирь и полюбил богослужение. Окончил начальную школу в деревне. Во время коллективизации отец Анания, председатель сельсовета, разделил семейное хозяйство надвое, чтобы избежать раскулачивания. А часть семьи, включая Анания, отправил жить в тайгу. Позднее Клеон Килин переехал вслед за ними, там в Горной Шории он основал посёлок Килинск (ныне Таштагольского  района Кемеровской области). Зимой 1933 года, спасаясь от антирелигиозных нападок, Килины предприняли попытку переселиться в более глухие места и поднялись в верховья реки Абакан, но остаться там не решились, хотя, как писал Килин, «душа стремилась к уединению». В 1935 году перебрался в тайгу в заимку наставника Михаила Илларионовича Колдомова, там   под его руководством Килин изучал богослужение, пение и каллиграфию. При келье Колдомова кроме него жили 2 старообрядческих монаха. В 1937 году, когда Килин с Колдомовым были в посёлке, келью разгромили, иноков арестовали, книги вывезли, вместе с книгами исчезли многолетние записи наставника по истории старообрядчества.
В 1938 году вступил в брак с Феодосией Ивановной, урождённой ?[уточнить]. Уходя вглубь тайги от религиозных гонений и коллективизации, муж и жена Килины переселились по Обь-Енисейскому каналу, по рекам Енисей и Дубчес в посёлок Сандакчес.

### На Великой Отечественной войне
В августе 1942 года Енисейским военкоматом призван в действующую армию. В 1943 году служил разведчиком-наблюдателем в 457-м гаубичном артиллерийском полку (гап)  67-й гаубичной артиллерийской ленинградской бригаде 5 гвардейской АСКДП РГК 2-го Украинского фронта, в 1944 в 1039 гап там же. В 1943 году награждён медалью "За оборону Сталинграда". В августе 1944 Килин награждён медалью "За отвагу", так как во время наступления в восточной Румынии обнаружил 3 артбатареи, 2 миномётных батареи и наблюдательный пункт противника, которые были подавлены огнём дивизиона. В декабре того же года награждён ещё одной медалью "За отвагу", так как при прорыве укрепленной обороны у деревни Херед на подступах в Будапешту обнаружил 2 артбатареи, 1 минбатарею и 3 станковых пулемета противника.   Как позднее вспоминал Ананий Клеонович: «три года на передовой, разведчик... только милость Божия сохранила меня от смерти». Войну закончил в Австрии, в 90 километрах от Вены. В 1985 году награждён Орденом Великой Отечественной войны I степени в связи с 40-летием Победы.

### После войны
Демобилизовался в 1945 году, поступил на работу на железной дороге[где?]. Но не сошёлся с начальством, и Килины переехали на угольную шахту[где?]. 12 лет работал там. С шахты перебрались в город Пржевальск в Киргизии, где прожили 14 лет. Оттуда переехали в город Поти в Грузии, там прожили 4 года. С 1975 года поселился в Белореченске  в Краснодарском крае. В семье Килиных было 7 детей.
Килин в течение жизни собирал старопечатные книги и старообрядческие рукописи,  реставрировал и переплетал их.
Начиная с 1970-х годов вёл значительную переписку со старообрядцами во многих странах: в России, США и в Южной Америке.
В 1987 году состоялось первое знакомство А. К. Килина с московскими археографами, этому способствовал наставник Белореченской поморской общины казак Дмитрий Николаевич Фатеев
Передал в Научную библиотеку МГУ ряд уникальных книг, в том числе список последней трети  XVII века сочинения Космы Индикоплова, Новый Завет с Псалтирью издания Ивана Фёдорова  в Остроге в 1580 году. В 38-м томе своего собрания произведений Килин привёл  списки ранее неизвестных историкам старообрядческих соборных уложений 1919 и 1927 годов.
В 1990-х годах несколько раз участвовал в археографических  конференциях в МГУ.

### Творчество
Переписка и сочинения Килина составили в 40-томное собрание. Килин начал писать в 1970-е годы и продолжал работать до конца жизни. Произведения и большая библиотека хранятся  в частных собраниях; некоторые сочинения переданы автором в Отдел редких книг и рукописей Научной Библиотеки МГУ. 

#### История согласия
А. К. Килин много сил уделил изучению  истории согласия, к которому он сам принадлежал. Он определял положение  своих единоверцев, как «староверы-беспоповцы, не приемлющие общин», подчеркивал самостоятельность и независимость этого старообрядческого сообщества от уральских беглопоповцев или "софонтиевцев", давших начало "часовенным". Вслед за своим учителем М. И. Колдомовым, Килин упорно собирал немногие свидетельства по истории согласия. Этому вопросу он посвятил два 2 отдельных труда (см. раздел произведения). По-видимому, предки Килина не принимали «беглых попов» и не устраивали общественных моленных, то есть «не записывались в часовни» и не приняли указ Николая II-го 1906 года «О порядке образования и действия старообрядческих и сектантских общин», предоставлявший старообрядцам право свободного исповедания веры, регистрации общин как юридических лиц, с ограничением владения имуществом ценностью не выше 5 тысяч рублей. Килин сохранил  «Послание инока Григория с братией» от 28 июля 1928 года, посвященное разбору законов, касающихся старообрядцев, начала XX века. Члены согласия не регистрировали свои моленные, не организовывали и не регистрировали общины, не использовали государственные льготы. По мнению Килина для членов согласия было характерно  «духовное» понимание антихриста».  Сам Килин видел антихриста, как он выражался, в «мятеже ума», он считал «телом антихриста»  «всех воследующих ему».
Килинск — посёлок, основанный в начале 1930-х отцом А. К. Килина и ныне является центром "духовников" среди старообрядцев Горной Шории.

#### Взгляды единоверцев
В 1989-1995 году Килин посвятил 5-томную рукопись «Мысль и мышление староверов» взглядам старобрядцев своего согласия. С этих позиций автор осмысливает происходящие в стране политические, идеологические и социальные изменения, крах социалистического строя, уход от коммунистической идеологии, кризис общественной нравственности и многое другое. Килин писал: «в нашей стране господствовали три величайших зверя: богоборчество, классовая идеология марксизма-ленинизма и архинасилие. Эти звери выпестовали новое существо - без религии, без личной нравственности и национального содержания, создав эпоху физического и духовного истребления». Ананий Килин заключил: «После того как пятилетние планы ушли в область исторической свалки, теперь... ожидается самовозрождение и с ужасом обнаруживается, что под гнилью жизнеспособного осталось очень мало».
Килин считал, что иконы являются основными духовными наставниками православного старообрядца-беспоповца. Главой об иконах открывается третья книга его собрания произведений.

#### «Духовная» и «чувственная» трактовки антихриста
Особое место в творчестве Килина занимают размышления о «духовной» и «чувственной» трактовках основных понятий эсхатологии (о последнем времени, антихристе и его печати, о числе 666 и тому подобном). В своих книгах он отставивает «духовное» понимание антихриста и критикует «чувственное» (4-я и 5-я книги из собрания произведений). Килин писал: «Они <сторонники чувственного понимания> ждут как большого отступника, то есть безбожника, но не хотят видеть, не видят, не чувствуют, что мир полон и переполнен отступлением и безбожием».
В 1996 году этой теме он посвятил 6 посланий, в них Килин критиковал так называемый «двузначный подход» к пониманию антихриста, утвердившийся среди старообрядцев США и в некоторых общинах в России. Сторонники этого подхода в равной степени допускали и «духовное», и «чувственное» понимания.
В начале 2000-х Килин собрал свои многочисленные записи и сочинения на эту тему в два сборника, составленных  летом 2002 года. Эти сборники составили 36-й и 38-й тома его 40-томного собрания. В первом из них Килин полемизирует с известным духовным автором из енисейских часовенных А. Г. Мурачёвым.  В произведениях Мурачёва Килин находил прямолинейный буквализм, убивающий разум. Одно из последних сочинений Килина «Собеседование о антихристе: Краткое изъявление чувственного толка, описанного и Симеоном в его хитросплетении» содержало критику «чувственного» понимания антихриста в произведениях игумена енисейских часовенных Симеона (Лаптева). Данный труд построен как свод выписок из произведений отца Симеона и реакции на них Килина.

#### О правилах
Килин много размышлял над правилами жизни старообрядцев в СССР и современной России.  Одним из важных вопросов была возможность получать государственную пенсию и допущения пенсионеров к общей молитве. (У часовенных запрещено  было получать государственные льготы). По мнению Килина пенсия не являлась подарком государства, это заработанные человеком деньги, которые ему государство возвращает, поэтому пенсию получать можно и пенсионеры имеют право на участие в богослужении. Сомнения часовенных вызывали и получение гражданского паспорта. С точки зрения Килина, отрицание документов традиция иных согласий, оно пошло от странников, «учивших бегать записи и не брать паспорт». В письмах, собранных в 38 томе, Килин рассматривает такие дисциплинарные установления как недопустимость игры в шахматы, запрет на посещение бани мужем и женой, вера в сны и чудеса, возможная степень родства при заключении брака и тому подобное.
Кроме большого числа писем, направленных в разные старообрядческие сообщества в России и за рубежом, Килин в последние годы написал ряд пространных сочинений: «Моя библиотека» (1988), «Исследование призраков беглого священства» (1995), «Защита слов» (1995), «Ответы некоему Стефану» (1975, 1997), «О начале толкования аллегорического понимания Писания» (1998), «Всё дальше уходят годы, когда произошёл трагический раскол» (1998), «Покрывало, что такое» (1999), «Слышатся голоса в народе, что только чудо может спасти Россию» (2000).

## Произведения

### По истории согласия
- Исторический очерк умаляющихся старообрядцев, не принявших общин и не последующих беглопоповству (нач. 80-х гг. XX в.),
- Исторический краткий очерк староверцев-беспоповцев не часовенного согласия, имеющих начало от керженских монастырей (2002)
- «Моя библиотека» (1988),
- «Исследование призраков беглого священства» (1995),
- «Всё дальше уходят годы, когда произошёл трагический раскол» (1998),
- «Слышатся голоса в народе, что только чудо может спасти Россию» (2000).

### Про взгляды старообрядцев
- Мысль и мышление староверов. 5 томов. 1989-1995.
- «Защита слов» (1995),
- «Покрывало, что такое» (1999),
- «Моя библиотека» (1988)

### «Духовное» vs «чувственное» понимание
- Мысль и мышление староверов о антихристе, 4-я книга в СП
- Лукуллов пир, 5-я книга в СП
- О антихристе, 1998
- Собеседование о антихристе: Краткое изъявление чувственного толка, описанного и Симеоном в его хитросплетении, 2001-2002?,  38-я книга в СП
- «О начале толкования аллегорического понимания Писания» (1998),

### Письма
- «Мужу духовному какову бытии»,
- «О поморцах и их начале»,
- «Ни одну иоту в Писании не пропускать»,
- «О помощи друг другу»,
- «Христианом с еретики не брачитися»,
- «О новых книжных переводах»,
- «О пособии»,
- «О антихристе» (многократно),
- «О брадобритии»,
- «О том, что христианину нужно работать»,
- «О протопопе Аввакуме»,
- «Из родословной на Урале»,
- «О непрерывном существовании староверов»,
- «Бог и природа»,
- «О ядении с торжища»,
- «О воспитании детей»,
- «О врачах»,
- «О брашнах»,
- «Как читать Святое Писание»,
- «О пенсии» (многократно),
- «О чувственниках»,
- «Что такое человек»,
- «О деньгах и лихве»,
- «О любви»,
- «О уединении в городах и телевизорах»,
- «Письмо о технике»,
- «Что такое слово»,
- «О тщеславии, унынии, гордыни и величании»,
- «Письмо в Бразилию о никонианах»,
- «Буква убивает, дух живит»,
- «О книге профессора Беляева»,
- «Работайте Господеви в веселии»
- «Ответы некоему Стефану» (1975, 1997).

## Семья

Феодосия Ивановна и Ананий Клеонович Килины в Белореченске в 1980-е

- Жена — Феодосия Ивановна Килина, в девичестве ? (?—?), у Килиных было 7 детей[1]. В том числе:
  - Сын — Увеналий Ананьевич Килин (род. ?), фермер в Белореченске Краснодарского края[19].
  - Сын — Николай Ананьевич Килин (род. ?), фермер в Белореченске Краснодарского края[20].
  - Сын — Борис Ананьевич Килин (род. ?), фермер и предприниматель в Белореченске Краснодарского края[21][22].
  - Четверо сыновей или дочерей
- Брат — Афанасий, (1922—1942?) пропал без вести на фронте в мае 1942. Отец обращался с просьбой о его поисках в том числе в августе 1950 года[3].

## Память
О А. К. Килине был снят фильм «Покров день семьи Килиных».